# Wskaźnik rentowności
Wskaźnik rentowności (ang. Profitability Index), zwany również wskaźnikiem zyskowności inwestycji – kryterium oceny inwestycji, wyrażające się ilorazem sumy zdyskontowanych dodatnich przepływów pieniężnych do sumy zdyskontowanych ujemnych przepływów pieniężnych.
Wskaźnik rentowności oznaczamy jako PI. Najczęściej wykorzystywany jest w matematyce finansowej i ubezpieczeniowej.
{\displaystyle PI={\frac {\sum \limits _{t=0}^{n}{\frac {CIF_{t}}{(1+r)^{t}}}}{\sum \limits _{t=0}^{n}{\frac {COF_{t}}{(1+r)^{t}}}}}}
gdzie:
CIF (ang. cash inflow) = dodatnie przepływy pieniężne w roku t
COF (ang. cash outflow) = ujemne przepływy pieniężne w roku t
r = koszt kapitału
n = liczba lat
Gdy wskaźnik rentowności PI > 1 wtedy wstępnie przyjmuje się projekt do realizacji. Im większa wartość wskaźnika PI, tym bardziej zyskowna wydaje się być inwestycja.
Wskaźnik rentowności jest wykorzystywany do wyboru najefektywniejszego spośród kilku projektów inwestycyjnych. PI jest obliczany tylko dla projektów o dodatniej NPV.

## Inne sposoby oceny inwestycji
- NPV – Net Present Value – wartość bieżąca netto
- IRR – Internal Rate of Return – wewnętrzna stopa zwrotu
- PP – Payback Period – okres zwrotu
- ARR – Accounting Rate of Return – księgowa stopa zwrotu